# Tadeusz Milczanowski
Tadeusz Milczanowski (ur. 23 lub 24 maja 1924 w Temeszowie, zm. 11 lub 12 listopada 1979 w Sanoku) – polski funkcjonariusz Urzędu Bezpieczeństwa Publicznego, major rezerwy Milicji Obywatelskiej.

## Życiorys

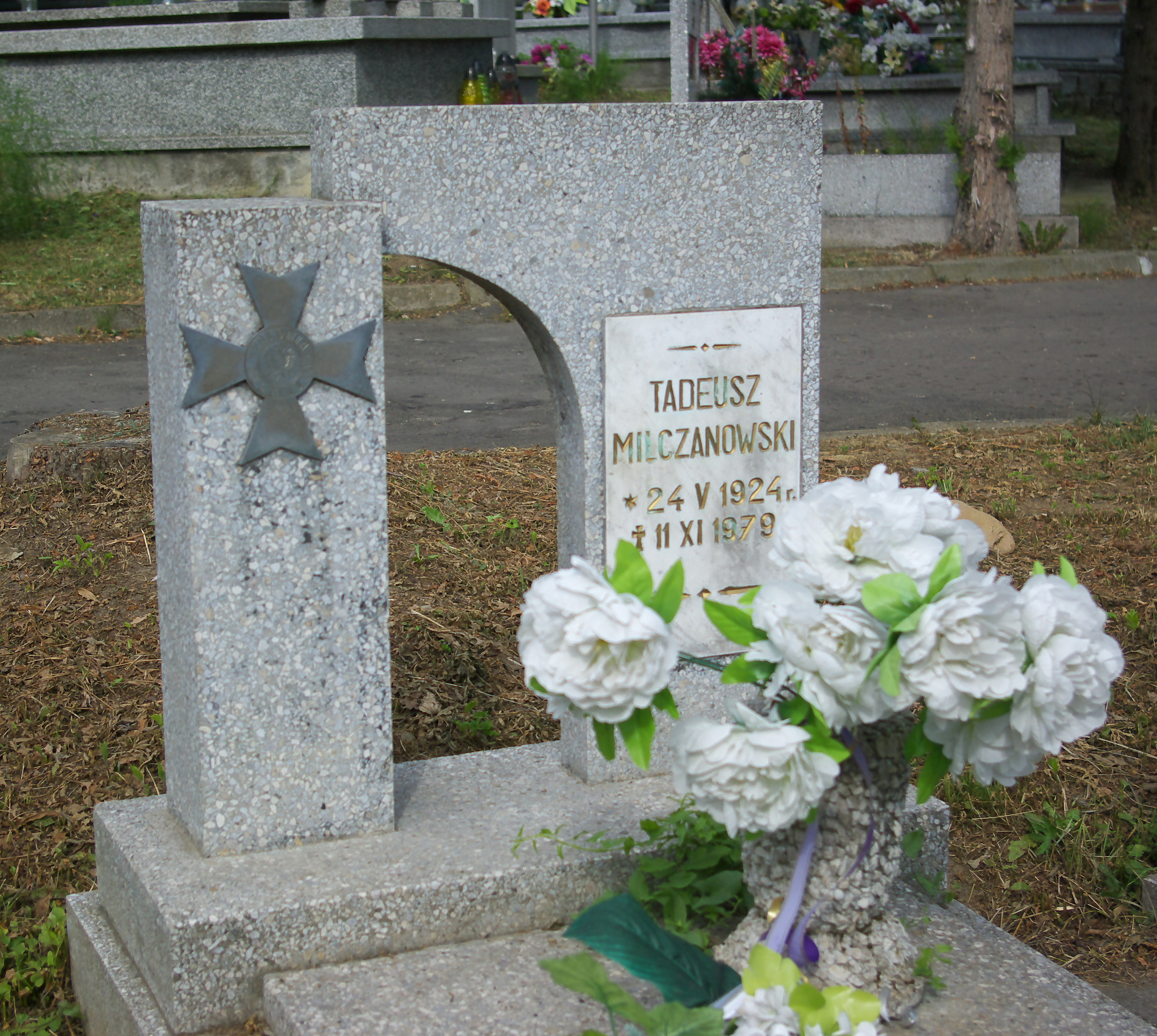
Nagrobek Tadeusza Milczanowskiego.

Urodził się 23 lub 24 maja 1924 w Temeszowie jako syn Józefa i Franciszki. Po zakończeniu II wojny światowej wstąpił do Urzędu Bezpieczeństwa Publicznego. Od 1945 do 1950 pracował w Powiatowym Urzędzie Bezpieczeństwa Publicznego w Brzozowie: od 8 października 1945 jako wartownik, od 1 października 1947 jako oddziałowy w areszcie, od 1 sierpnia 1948 jako młodszy referent w Referacie V, a od 1 lipca 1949 jako referent w tej komórce. Następnie przeszedł do służby w Wojewódzkim Urzędzie Bezpieczeństwa w Rzeszowie, gdzie najpierw pracował w Sekcji II Wydziału Personalnego (od 15 maja 1950 jako referent, od 1 czerwca 1962 jako starszy referent), a od 1 lutego 1953 był kierownikiem Sekcji I w Wydziale Kadr. Od 1 kwietnia 1955 pozostawał w dyspozycji kierownika w Wojewódzkim Urzędzie ds. Bezpieczeństwa Publicznego w Rzeszowie. Powróciwszy do Powiatowego Urzędu ds. Bezpieczeństwa Publicznego w Brzozowie był tam starszym referentem od 1 maja 1955 i oficerem operacyjnym od 1 kwietnia 1956. Od 1 stycznia 1957 pełnił funkcję starszego oficera operacyjnego w Referacie ds. Bezpieczeństwa w Komendzie Powiatowej Milicji Obywatelskiej w Brzozowie. Od 1 września 1960 był słuchaczem dwuletniej Szkoły Oficerskiej Funkcjonariuszy Służby Bezpieczeństwa w Centrum Wyszkolenia w Legionowie. Od 1 września 1961 ponownie służył jako starszy oficer operacyjny w Referacie ds. Bezpieczeństwa w KP MO w Brzozowie. W międzyczasie (3 sierpnia 1962) pozostawał do dyspozycji komendanta KW MO w Rzeszowie. Od 1 grudnia 1962 pełnił analogiczną funkcję starszego oficera operacyjnego w Referacie ds. Bezpieczeństwa w KP MO w Tarnobrzegu. Następnie przeszedł do służby w KP MO w Lesku, gdzie od 1 września 1965 sprawował stanowisko zastępcy komendanta ds. bezpieczeństwa, a od 1 kwietnia 1967 do 31 grudnia 1971 stanowisko I zastępcy komendanta ds. bezpieczeństwa (początkowo w stopniu kapitana, następnie w stopniu majora). Później przeniesiony do rezerwy.
Zmarł 11 lub 12 listopada 1979 w szpitalu w Sanoku. Został pochowany na Cmentarzu Centralnym w Sanoku 15 listopada 1979. Jego żoną była Mirosława (1925-1991).

## Odznaczenia
- Krzyż Oficerski Orderu Odrodzenia Polski[4]
- Krzyż Kawalerski Orderu Odrodzenia Polski